# Robert Dahl
Robert Alan Dahl (Inwood, 17 de dezembro de 1915 – Hamden, 5 de fevereiro de 2014) foi um cientista político norte-americano. Considerado o fundador da escola behaviorista em ciência política e formulador do conceito de "poliarquia". Lecionou na Universidade Yale, por 40 anos, até se tornar professor emérito.
Dahl foi membro da Academia Nacional de Ciências dos EUA, da Sociedade Filosófica Americana e da Academia Americana de Artes e Ciências, membro correspondente da Academia Britânica, membro honorário da Sociedade de Manuscritos e ex-presidente da Associação Americana de Ciência Política. Também recebeu o título de doutorado honorário em Direito (LL.D) pela Universidade de Harvard. Foi membro do Guggenheim, em 1950 e 1978, e membro do Centro de Estudos Avançados em Ciências Comportamentais, em 1955-1956 e 1967. Em 1995, recebeu o Prêmio Johan Skytte de Ciência Política.
Nos anos 1960, Dahl envolveu-se em uma polêmica com C. Wright Mills a respeito da natureza da política nos Estados Unidos, que se tornou um momento decisivo do desenvolvimento da ciência política norte-americana. Mills sustentava que os governos dos Estados Unidos eram controlados por uma elite de poder unitária e demograficamente restrita. Dahl respondeu afirmando a existência de muitas elites diferentes, as quais têm de operar em situações tanto de conflito quanto de compromisso entre si. E é isso, Dahl assevera, que constitui a democracia ou, pelo menos, a poliarquia – conceito formulado posteriormente por ele para se referir ao ordenamento institucional que prevê a formação de governos através de eleições realizadas em contextos competitivos e inclusivos, ainda que não se alcancem os ideais mais exigentes de soberania popular, frequentemente associados ao conceito de democracia.

## Biografia
Robert Dahl nasceu em 1915, em Inwood, em Iowa, mas cresceu em Skagway, no Alasca. Graduou-se na Universidade de Washington, em 1936, e após obter o título de doutorado, na Universidade de Yale, em 1940, alistou-se no exército, onde serviu na Junta de Produção de Guerra. Como tenente do exército, foi condecorado com a Estrela de Bronze pelos seus serviços. Participou, por um curto período de tempo, do governo Roosevelt, voltando para Yale como professor em 1946. Trabalhou como professou em Yale, por 40 anos, aposentando-se com o título de Professor Emérito Sterling, em 1986.
Mesmo aposentado, Dahl continuou sua produção e seus estudos acadêmicos. Em Quão Democrática é a Constituição Americana? (2002), ele argumentou que a Constituição dos Estados Unidos é muito menos democrática do que deveria ser.

## Obras em português
- Sobre a Democracia. Tradução de Beatriz Sidou. Brasília: Ed. UnB, 2001 (original em inglês 1998).
- Poliarquia: participação e oposição. Tradução de Celso Mauro Paciornik. São Paulo: Ed. USP, 1997 (original em inglês 1971).
- Um Prefácio à Democracia Econômica. Tradução de Ruy Jungmann. Rio de Janeiro: Jorge Zahar, 1990 (original em inglês 1985).
- Um Prefácio à Teoria Democrática. Tradução de Ruy Jungmann. Rio de Janeiro: Jorge Zahar, 1989 (original em inglês 1956).
- Análise Política Moderna. Tradução de Sérgio Bath. 2ª ed. Brasília: Ed. UnB, 1988 (original em inglês 1976).

## Principais obras
As obras mais conhecidas de Dahl incluem:
- Dahl, Robert A.; Lindblom, Charles E. (1953). Politics, Economics, and Welfare. [S.l.: s.n.]
- Dahl, Robert (2006) [1956]. A Preface to Democratic Theory. Chicago: University of Chicago Press. ISBN 978-0-226-13434-5
- Dahl, Robert A. (1957). "The Concept of Power." Systems Research and Behavioral Science 2(3), 201–215.
- Dahl, Robert A. (1957). "Decision-Making in a Democracy: The Supreme Court as a National Policy-Maker." Journal of Public Law 6: 279–295.
- Dahl, Robert A. (1960). Social science research on business: product and potential. [S.l.: s.n.]
- Dahl, Robert A. (1961). Who Governs?: Democracy and Power in an American City. [S.l.: s.n.]
- Dahl, Robert A. (1963). Modern Political Analysis. [S.l.: s.n.]
- Dahl, Robert A. (1966). Political oppositions in Western Democracies. [S.l.: s.n.]
- Dahl, Robert A. (1968). Pluralist democracy in the United States: conflict and consent. [S.l.: s.n.]
- Dahl, Robert A. (1970). After the Revolution?: Authority in a good society. [S.l.: s.n.]
- Dahl, Robert A. (1971). Polyarchy: participation and opposition. New Haven: Yale University Press. ISBN 978-0-300-01565-2
- Dahl, Robert A.; Tufte, Edward R. (1973). Size and Democracy. [S.l.: s.n.]
- Dahl, Robert A. (1983). Dilemmas of Pluralist Democracy: Autonomy vs. Control. [S.l.: s.n.]
- Dahl, Robert A. (dezembro de 1984). «Polyarchy, pluralism, and scale». Scandinavian Political Studies. 7 (4): 225–240. doi:10.1111/j.1467-9477.1984.tb00304.x texto completo.
- Dahl, Robert A. (1985). A Preface to Economic Democracy. [S.l.: s.n.]
- Dahl, Robert A. (1985). Controlling Nuclear Weapons: Democracy versus Guardianship. [S.l.: s.n.]
- Dahl, Robert A. (1989). Democracy and Its Critics. [S.l.: s.n.]
- Dahl, Robert A. (1997). Toward Democracy - a Journey: Reflections, 1940–1997. [S.l.: s.n.]
- Dahl, Robert A. (1998). On Democracy. [S.l.: s.n.]
- Dahl, Robert A. (2002). How Democratic Is the American Constitution?. [S.l.: s.n.]
- Dahl, Robert A.; Shapiro, Ian; Cheibub, José Antonio, eds. (2003). The Democracy Sourcebook. [S.l.: s.n.]
- Dahl, Robert A. (2005). After The Gold Rush. [S.l.: s.n.]
- Dahl, Robert A. (2005). What Political Institutions Does Large-Scale Democracy Require?. [S.l.]: Political Science Quarterly 120:2, pp. 187–197
- Dahl, Robert A. (2006). On Political Equality. [S.l.: s.n.]